# Isopterygium antunesii
Isopterygium antunesii är en bladmossart som beskrevs av Brotherus 1897. Isopterygium antunesii ingår i släktet Isopterygium och familjen Hypnaceae. Inga underarter finns listade i Catalogue of Life.